# Dieter Ramdohr
Dieter Ramdohr (* 18. April 1933; † 19. März 2024) war ein deutscher Gebrauchsgrafiker.

## Leben und Werk
Ramdohr absolvierte von 1950 bis 1952 eine Lehre als Dekorationsmaler und arbeitete danach bis 1953 in seinem Beruf. Von 1953 bis 1959 studierte er in Halle/Saale bei Walter Funkat am Institut für künstlerische Werkgestaltung Burg Giebichenstein Gebrauchsgrafik. Dabei lernte er Marlene Bark kennen, die er heiratete. Nach dem Studium arbeitete er bis 1960 in Magdeburg als Grafiker bei der DEWAG-Werbung. Danach war er in Magdeburg freischaffend als Gebrauchsgrafiker tätig. Neben weiteren gebrauchsgrafischen Arbeiten arbeitete Ramdohr u. a., auch gemeinsam mit seiner Frau, als Ausstellungsgestalter.
Ramdohr war bis 1990 Mitglied des Verbands Bildender Künstler der DDR. 1992 gehörte er zu den Gründern des Magdeburger Kunstvereins Freunde des Himmelreichs, und er leitete gemeinsam mit Michael Emig anfangs dessen Galerie Himmelreich.
Ramdohr und seine Frau waren u. a. mit Annedore Policek befreundet. Werke von Dieter Ramdohr befinden sich in den Staatlichen Kunstsammlungen Dresden.
Politisch engagierte er sich als Mitglied von Bündnis 90/Die Grünen.

## Ausstellungen, für die Ramdohr als Gestalter gearbeitet hat (unvollständig)
- 1967: Georg Philipp Telemann. Leben und Werk; Magdeburg, Kulturhistorisches Museum (mit Karl Müller)
- 1981: Bosko Kucanski; Magdeburg,
- 1985/1986: Möbel, Malerei und Kunsthandwerk aus fünf Jahrhunderten; Magdeburg, Kulturhistorisches Museum (mit seiner Frau)
- 1985/1987: Nationale Sammlung Plastik der DDR; Magdeburg, Kunstmuseum Kloster Unser Lieben Frauen (mit seiner Frau)
- 1982/1983 und 1987/1988: IX. und X. Kunstausstellung der DDR, Dresden (1982/1983 als Objektverantwortlicher für das Albertinum)

## Teilnahme an zentralen und wichtigen regionalen Ausstellungen in der DDR (mutmaßlich unvollständig)
- 1987/1988: Dresden, X. Kunstausstellung der DDR
- 1974 und 1979: Magdeburg, Bezirkskunstausstellungen
- 1977: Magdeburg, Gebrauchsgrafik im Bezirk Magdeburg
- 1984: Halle/Saale („Walter Funkat und Schüler“)